# Seznam ulic ve Štýřicích
Seznam ulic ve Štýřicích uvádí přehled ulic a veřejných prostranství na území evidenční části obce Štýřice v Brně, která je územně totožná s katastrálním územím Štýřice a tvoří část městské části Brno-střed.

## Seznam
| Název               | Pojmenováno po                | Souřadnice                       | Obrázek | Commons                    | RÚIAN   | Mapy.cz         |
| ------------------- | ----------------------------- | -------------------------------- | ------- | -------------------------- | ------- | --------------- |
| Bakalovo nábřeží    | Břetislav Bakala              | 49°11′4″ s. š., 16°35′59″ v. d.  |         | Bakalovo nábřeží           | 21288   | stre&id=78974   |
| Bidláky             |                               | 49°10′40″ s. š., 16°36′18″ v. d. |         |                            | 35947   | stre&id=80434   |
| Celní               | celnice                       | 49°10′44″ s. š., 16°35′39″ v. d. |         | Celní (Brno)               | 22071   | stre&id=79052   |
| Dvorského           | František Dvorský             | 49°10′49″ s. š., 16°36′0″ v. d.  |         | Dvorského (Brno)           | 23035   | stre&id=79148   |
| Gallašova           | Josef Heřman Agapit Gallaš    | 49°10′50″ s. š., 16°35′49″ v. d. |         | Gallašova (Brno)           | 23477   | stre&id=79191   |
| Grmelova            | Antonín Grmela                | 49°10′56″ s. š., 16°35′55″ v. d. |         | Grmelova                   | 23582   | stre&id=79202   |
| Havlenova           | Bedřich Havlena               | 49°10′52″ s. š., 16°35′48″ v. d. |         | Havlenova (Brno)           | 23795   | stre&id=79223   |
| Heršpická           | Horní Heršpice Dolní Heršpice | 49°10′14″ s. š., 16°35′59″ v. d. |         | Heršpická (Brno)           | 36102   | stre&id=80450   |
| Hluboká             | Červený kopec                 | 49°10′31″ s. š., 16°35′43″ v. d. |         | Hluboká (Brno)             | 24074   | stre&id=79251   |
| Holandská           | Holandsko                     | 49°10′54″ s. š., 16°36′20″ v. d. |         | Holandská (Brno)           | 756717  | stre&id=149844  |
| Horní               | svah                          | 49°10′36″ s. š., 16°35′32″ v. d. |         | Horní (Brno)               | 24201   | stre&id=79264   |
| Jaroslava Foglara   | Jaroslav Foglar               | 49°10′58″ s. š., 16°35′34″ v. d. |         |                            | 768596  | stre&id=150038  |
| Jihlavská           | Jihlava                       | 49°10′24″ s. š., 16°33′0″ v. d.  |         | Jihlavská (Brno)           | 24929   | stre&id=79336   |
| Jílová              | jíl                           | 49°10′47″ s. š., 16°35′36″ v. d. |         | Jílová (Brno)              | 25038   | stre&id=79347   |
| Kamenná             |                               | 49°11′6″ s. š., 16°35′24″ v. d.  |         | Kamenná (Brno)             | 25313   | stre&id=79375   |
| Kamenná čtvrť       | Kamenná kolonie               | 49°11′2″ s. š., 16°35′14″ v. d.  |         | Kamenná kolonie            | 25321   | stre&id=79376   |
| Londýnské náměstí   | Londýn                        | 49°10′20″ s. š., 16°35′54″ v. d. |         | Londýnské náměstí          | 759554  | stre&id=148408  |
| Ludmily Konečné     | Ludmila Konečná               | 49°11′8″ s. š., 16°35′35″ v. d.  |         | Ludmily Konečné            | 27201   | stre&id=79565   |
| Oblouková           | tvar                          | 49°10′28″ s. š., 16°35′41″ v. d. |         | Oblouková (Brno)           | 36455   | stre&id=80484   |
| Opavská             | Opava                         | 49°10′49″ s. š., 16°36′2″ v. d.  |         |                            | 29114   | stre&id=79754   |
| Pod Červenou skálou |                               | 49°10′59″ s. š., 16°35′18″ v. d. |         |                            | 724998  | stre&id=145322  |
| Polní               | pole                          | 49°11′3″ s. š., 16°35′56″ v. d.  |         | Polní (Brno)               | 30007   | stre&id=79842   |
| Pražákova           | Alois Pražák                  | 49°9′59″ s. š., 16°36′8″ v. d.   |         |                            | 30201   | stre&id=79862   |
| Pšeník              |                               | 49°10′25″ s. š., 16°35′44″ v. d. |         | Pšeník                     | 30538   | stre&id=79895   |
| Renneská třída      | Rennes                        | 49°10′52″ s. š., 16°35′58″ v. d. |         | Renneská třída (Brno)      | 32131   | stre&id=80054   |
| Rovná               | tvar                          | 49°10′50″ s. š., 16°35′34″ v. d. |         |                            | 31003   | stre&id=79942   |
| Rullerovo nábřeží   | Ivan Ruller                   | 49°11′5″ s. š., 16°36′5″ v. d.   |         | Rullerovo nábřeží          | 3528545 | stre&id=5200301 |
| Sobotkova           | Josef Sobotka                 | 49°10′55″ s. š., 16°35′51″ v. d. |         | Sobotkova                  | 31895   | stre&id=80030   |
| Sovinec             |                               | 49°10′25″ s. š., 16°35′41″ v. d. |         | Sovinec (Brno)             | 32026   | stre&id=80043   |
| Stráň               | svah                          | 49°10′47″ s. š., 16°35′21″ v. d. |         |                            | 32263   | stre&id=80067   |
| Strážní             | vrátnice                      | 49°10′33″ s. š., 16°35′59″ v. d. |         | Strážní (Brno)             | 36871   | stre&id=80526   |
| Strž                | svah                          | 49°10′43″ s. š., 16°35′26″ v. d. |         |                            | 32310   | stre&id=80072   |
| Táborského nábřeží  | František Táborský            | 49°11′10″ s. š., 16°35′38″ v. d. |         | Táborského nábřeží         | 34045   | stre&id=80244   |
| Vinohrady           | vinice                        | 49°10′45″ s. š., 16°34′53″ v. d. |         | Vinohrady (street in Brno) | 34568   | stre&id=80296   |
| Vodařská            | Svratka                       | 49°10′34″ s. š., 16°36′59″ v. d. |         |                            | 34690   | stre&id=80309   |
| Vojtova             | František Vojta               | 49°10′58″ s. š., 16°35′51″ v. d. |         | Vojtova (Brno)             | 34746   | stre&id=80314   |
| Vsetínská           | Vsetín                        | 49°10′43″ s. š., 16°35′55″ v. d. |         | Vsetínská (Brno)           | 34932   | stre&id=80333   |
| Vysoká              | výška                         | 49°10′25″ s. š., 16°35′39″ v. d. |         | Vysoká (Brno)              | 34991   | stre&id=80339   |
| Vídeňská            | Vídeň                         | 49°10′15″ s. š., 16°35′52″ v. d. |         | Vídeňská (Brno)            | 34584   | stre&id=80298   |
| Červený kopec       | Červený kopec                 | 49°10′57″ s. š., 16°35′15″ v. d. |         |                            | 22535   | stre&id=79098   |
| Štýřické nábřeží    | Štýřice                       | 49°10′58″ s. š., 16°36′23″ v. d. |         | Štýřické nábřeží (Brno)    | 36943   | stre&id=80533   |